# Data dissimilis
Data dissimilis là một loài bướm đêm trong họ Noctuidae.